# 薩伏依的恩里凱塔·阿德萊德
薩伏依的恩里凱塔·阿德萊德（義大利語：Enrichetta Adelaide di Savoia，1636年11月6日—1676年6月13日），巴伐利亞選侯夫人，薩伏依公爵維托里奧·阿梅迪奧一世的女兒。

## 家庭
1650年，恩里凱塔·阿德萊德與巴伐利亞選侯馬克西米利安一世的長子斐迪南·馬利亞結婚，兩人共有2子2女：
1. 瑪麗亞·安娜·維多利亞（1660年—1690年）
2. 馬克西米利安·埃曼努爾（1662年—1726年）
3. 約瑟夫·克萊門斯（英语：Joseph Clemens of Bavaria）（1671年—1723年）
4. 薇爾蘭特·碧翠絲（1673年—1731年）